# Ганзейське місто Вісбю
Ганзейське місто Вісбю — спадщина середньовіччя, має статус пам'ятки ЮНЕСКО. Було частиною Ганзи — об'єднання, котре підтримувало торгівлю у Північній Європі та захищало міста від феодалів та піратів. Вісбю відоме ще з Х століття, але почало стрімко розвиватися у XII столітті. Тоді німецькою громадою було збудовано міський собор (1225). Окрім німців, у місті жило багато росіян та данців. 

## Світова спадщина
У 1995 році «Ганзейське місто Вісбю» (Hansestaden Visby) отримало статус пам'ятки ЮНЕСКО, з наступним формулюванням:
|  | його укріплення XIII ст. і більш ніж 200 складів і житлових будинків багатих торговців того ж періоду роблять Вісбю найбільш збереженим укріпленим торговим містом в Північній Європі» |

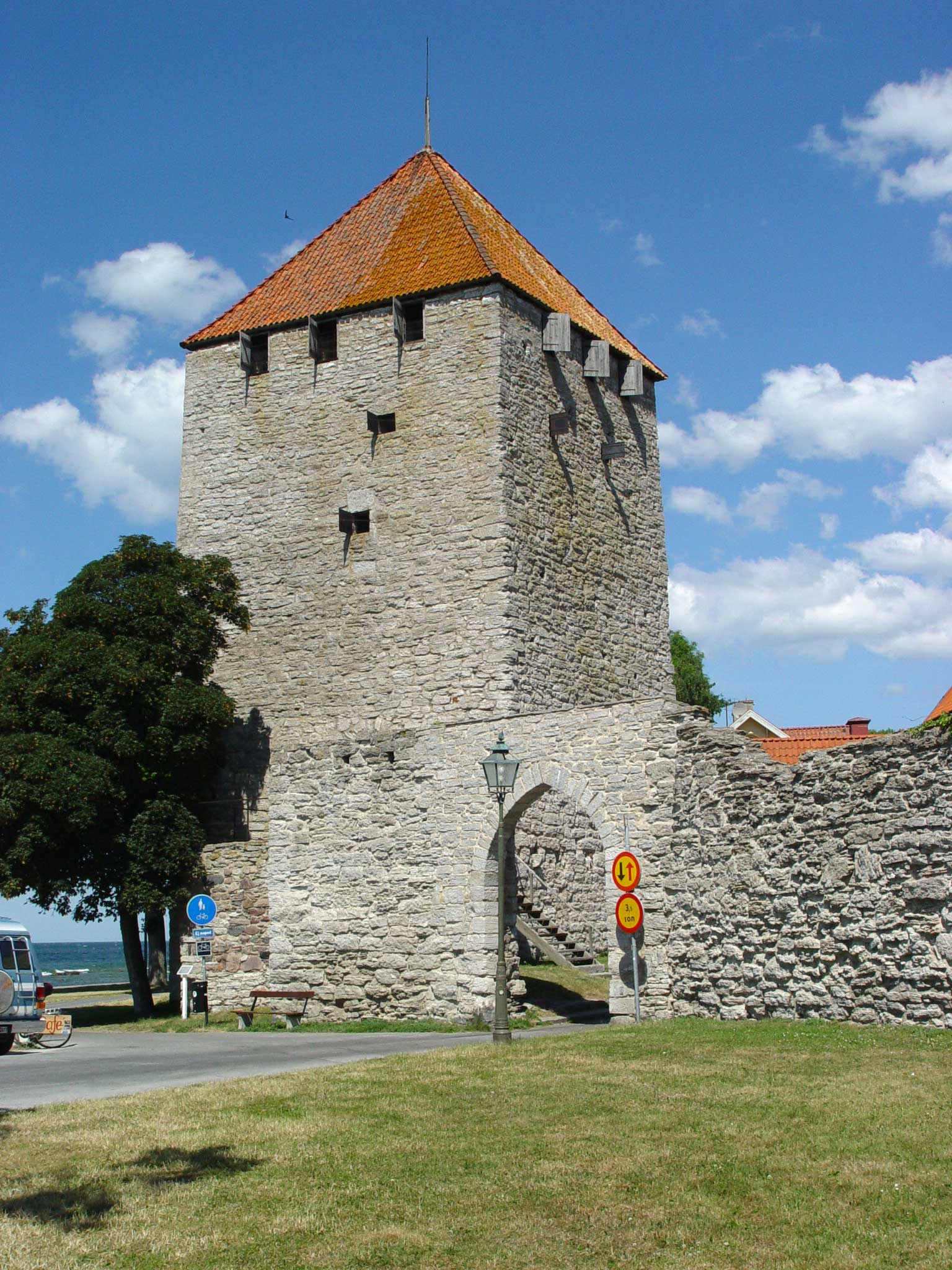
Оборонна вежа
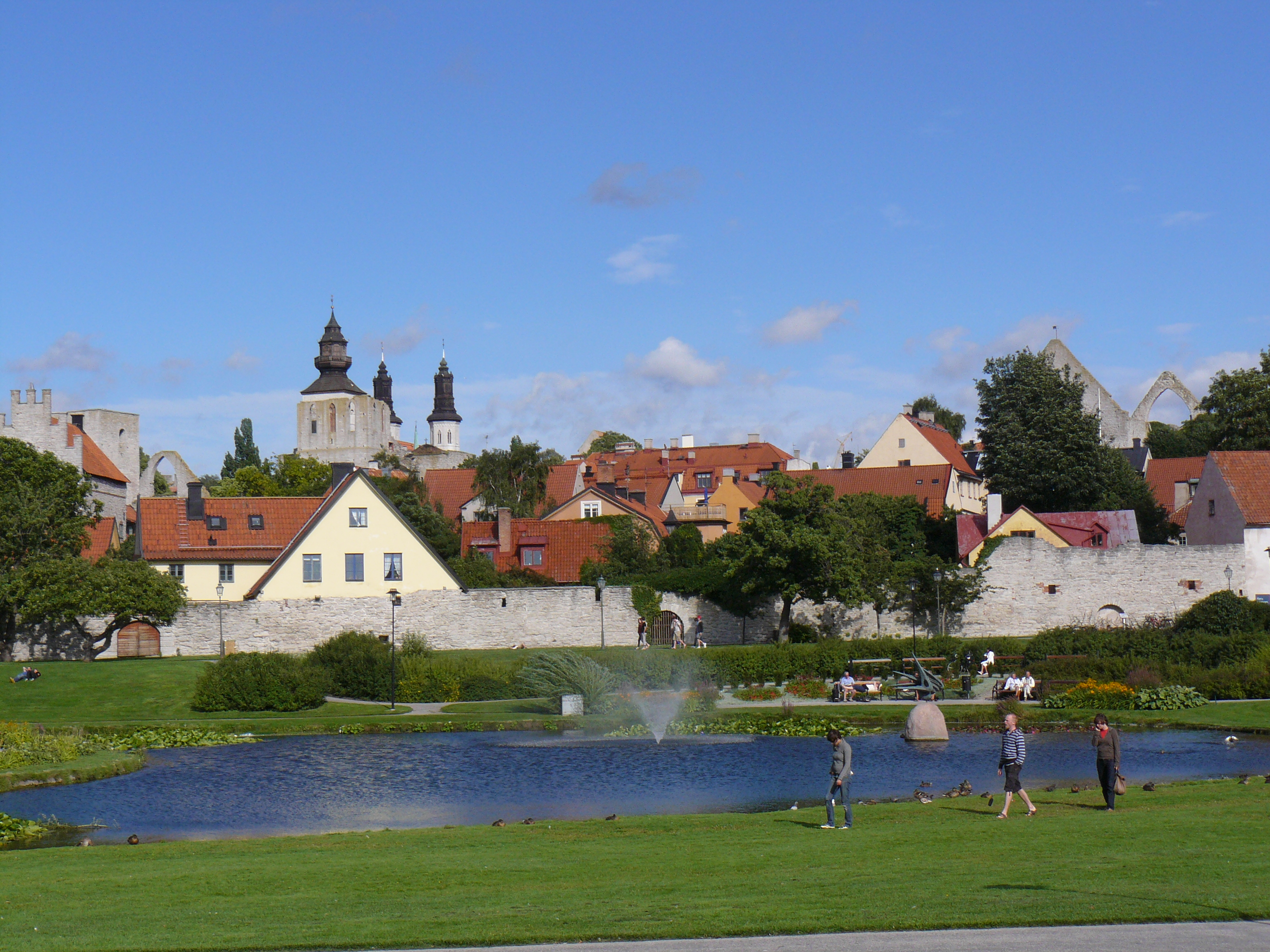
Панорама міста
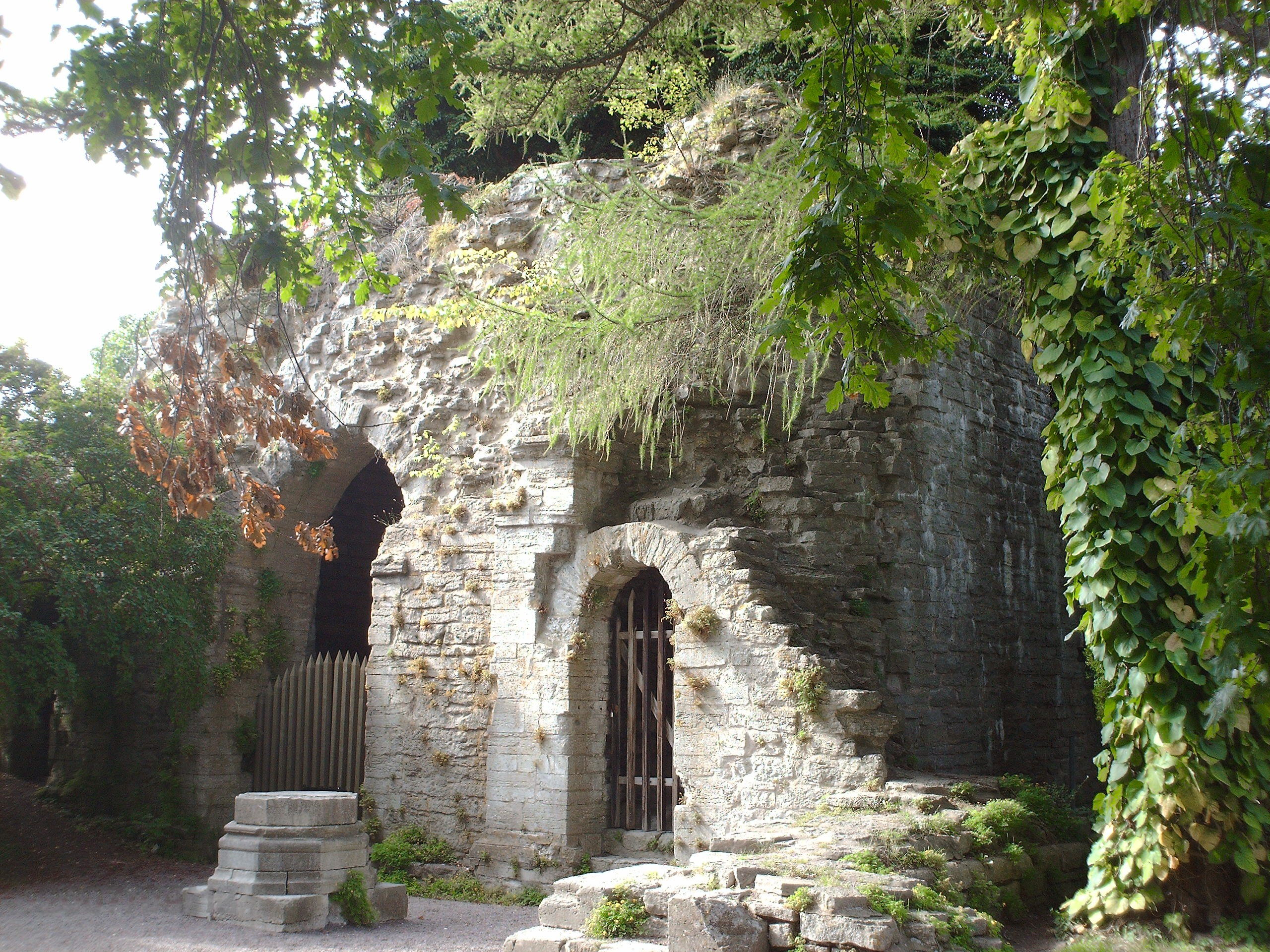
Руїни церкви св. Олафа
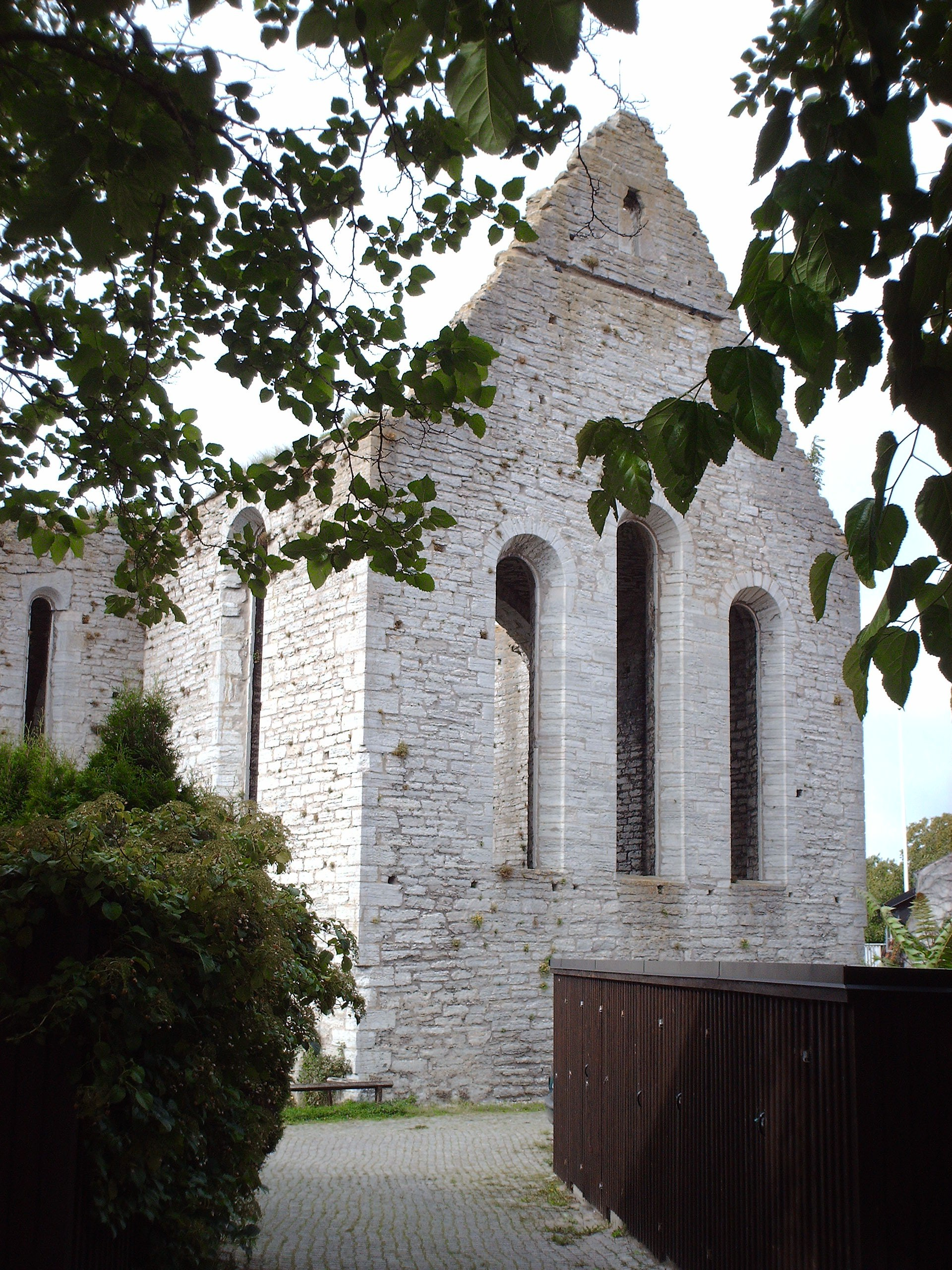
Руїни церкви св. Клеменса